# Handball-Weltmeisterschaft der Frauen 1962
Die 2. Handball-Weltmeisterschaft der Frauen wurde vom 7. bis 15. Juli 1962 in Rumänien ausgetragen. Insgesamt traten neun Mannschaften zunächst in einer Vorrunde in drei Gruppen gegeneinander an. Anschließend folgten die Halbfinalrunden mit sechs Mannschaften in zwei Gruppen, die Trostrunde der Gruppenletzten um die Plätze 7 bis 9 und die Platzierungsspiele. Vor 20.000 Zuschauern gewann Rumänien den Titel durch einen 8:5-Sieg gegen Dänemark und wurde zum ersten Mal Weltmeister.
Für die Vertretung Deutschlands wurde eine Qualifikation angesetzt. Beide Mannschaften gewannen ihre Heimspiele: Die DDR mit 4:2, die Bundesrepublik mit 10:6. Aufgrund des höheren Sieges war die westdeutsche Mannschaft für die WM qualifiziert.

## Spielplan

### Vorrunde
Die Gruppenersten und -zweiten qualifizierten sich für die Hauptrunde, die Gruppendritten für die Trostrunde.

#### Gruppe A
| Pl. | Land             | Sp. | S | U | N | Tore    | Diff. | Punkte |
| --- | ---------------- | --- | - | - | - | ------- | ----- | ------ |
| 1.  | Tschechoslowakei | 2   | 1 | 1 | 0 | 023:120 | +11   | 3      |
| 2.  | Sowjetunion      | 2   | 1 | 0 | 1 | 016:240 | −8    | 2      |
| 3.  | BR Deutschland   | 2   | 0 | 1 | 1 | 015:180 | −3    | 1      |

| Datum        | Team 1           |   | Team 2         | Resultat   |
| ------------ | ---------------- | - | -------------- | ---------- |
| 7. Juli 1962 | Sowjetunion      | – | BR Deutschland | 11:8 (7:6) |
| 8. Juli 1962 | Tschechoslowakei | – | BR Deutschland | 7:7 (1:3)  |
| 9. Juli 1962 | Tschechoslowakei | – | Sowjetunion    | 16:5 (6:1) |

#### Gruppe B
| Pl. | Land     | Sp. | S | U | N | Tore    | Diff. | Punkte |
| --- | -------- | --- | - | - | - | ------- | ----- | ------ |
| 1.  | Dänemark | 2   | 2 | 0 | 0 | 020:110 | +9    | 4      |
| 2.  | Ungarn   | 2   | 1 | 0 | 1 | 021:160 | +5    | 2      |
| 3.  | Japan    | 2   | 0 | 0 | 2 | 015:290 | −14   | 0      |

| Datum        | Team 1   |   | Team 2 | Resultat    |
| ------------ | -------- | - | ------ | ----------- |
| 7. Juli 1962 | Ungarn   | – | Japan  | 17:8 (11:5) |
| 8. Juli 1962 | Dänemark | – | Ungarn | 8:4 (5:1)   |
| 9. Juli 1962 | Dänemark | – | Japan  | 12:7 (7:4)  |

#### Gruppe C
| Pl. | Land        | Sp. | S | U | N | Tore   | Diff. | Punkte |
| --- | ----------- | --- | - | - | - | ------ | ----- | ------ |
| 1.  | Rumänien    | 2   | 1 | 1 | 0 | 012:70 | +5    | 3      |
| 2.  | Jugoslawien | 2   | 1 | 1 | 0 | 08:50  | +3    | 3      |
| 3.  | Polen       | 2   | 0 | 0 | 2 | 06:140 | −8    | 0      |

| Datum        | Team 1      |   | Team 2      | Resultat  |
| ------------ | ----------- | - | ----------- | --------- |
| 7. Juli 1962 | Rumänien    | – | Polen       | 9:4 (4:3) |
| 8. Juli 1962 | Jugoslawien | – | Polen       | 5:2 (3:1) |
| 9. Juli 1962 | Rumänien    | – | Jugoslawien | 3:3 (2:1) |

### Hauptrunde
Die Gruppensieger qualifizierten sich für das Finale, die Zweitplatzierten für das Spiel um Platz 3 und die Drittplatzierten für das Spiel um Platz 5.

#### Gruppe 1
| Pl. | Land             | Sp. | S | U | N | Tore    | Diff. | Punkte |
| --- | ---------------- | --- | - | - | - | ------- | ----- | ------ |
| 1.  | Rumänien         | 2   | 2 | 0 | 0 | 015:90  | +6    | 4      |
| 2.  | Tschechoslowakei | 2   | 1 | 0 | 1 | 09:120  | −3    | 2      |
| 3.  | Ungarn           | 2   | 0 | 0 | 2 | 012:150 | −3    | 0      |

| Datum         | Team 1           |   | Team 2           | Resultat  |
| ------------- | ---------------- | - | ---------------- | --------- |
| 11. Juli 1962 | Rumänien         | – | Ungarn           | 9:7 (4:4) |
| 12. Juli 1962 | Tschechoslowakei | – | Ungarn           | 6:5 (4:3) |
| 13. Juli 1962 | Rumänien         | – | Tschechoslowakei | 7:3 (3:1) |

#### Gruppe 2
| Pl. | Land        | Sp. | S | U | N | Tore    | Diff. | Punkte |
| --- | ----------- | --- | - | - | - | ------- | ----- | ------ |
| 1.  | Dänemark    | 2   | 2 | 0 | 0 | 017:90  | +8    | 4      |
| 2.  | Jugoslawien | 2   | 1 | 0 | 1 | 015:120 | +3    | 2      |
| 3.  | Sowjetunion | 2   | 0 | 0 | 2 | 09:200  | −11   | 0      |

| Datum         | Team 1      |   | Team 2      | Resultat   |
| ------------- | ----------- | - | ----------- | ---------- |
| 11. Juli 1962 | Jugoslawien | – | Sowjetunion | 10:5 (3:2) |
| 12. Juli 1962 | Dänemark    | – | Sowjetunion | 10:4 (6:1) |
| 13. Juli 1962 | Dänemark    | – | Jugoslawien | 7:5 (3:4)  |

### Trostrunde
In der Trostrunde wurden die Platzierungen 7 bis 9 ausgespielt.
| Pl. | Land           | Sp. | S | U | N | Tore    | Diff. | Punkte |
| --- | -------------- | --- | - | - | - | ------- | ----- | ------ |
| 7.  | Polen          | 2   | 2 | 0 | 0 | 021:140 | +7    | 4      |
| 8.  | BR Deutschland | 2   | 1 | 0 | 1 | 019:110 | +8    | 2      |
| 9.  | Japan          | 2   | 0 | 0 | 2 | 016:310 | −15   | 0      |

| Datum         | Team 1         |   | Team 2         | Resultat    |
| ------------- | -------------- | - | -------------- | ----------- |
| 11. Juli 1962 | Polen          | – | Japan          | 16:10 (7:5) |
| 12. Juli 1962 | BR Deutschland | – | Japan          | 15:6 (7:1)  |
| 13. Juli 1962 | Polen          | – | BR Deutschland | 5:4 (3:3)   |

### Finalrunde

#### Spiel um Platz 5
| Datum         | Team 1 |   | Team 2      | Resultat                |
| ------------- | ------ | - | ----------- | ----------------------- |
| 14. Juli 1962 | Ungarn | – | Sowjetunion | 12:10 (7:5,10:10) n. V. |

#### Spiel um Platz 3
| Datum         | Team 1           |   | Team 2      | Resultat  |
| ------------- | ---------------- | - | ----------- | --------- |
| 15. Juli 1962 | Tschechoslowakei | – | Jugoslawien | 6:5 (5:2) |

#### Finale
Im Finale besiegte das Team der Rumänen die Mannschaft aus Dänemark vor 20.000 Zuschauern mit 8:5 (5:2). Beste Torschützin des Finales war die Rumänin Ana Starck mit vier Treffern.
| Datum         | Team 1   |   | Team 2   | Resultat  |
| ------------- | -------- | - | -------- | --------- |
| 15. Juli 1962 | Rumänien | – | Dänemark | 8:5 (5:2) |

## Statistiken

### Beste Torschützinnen
| Pl. | Spieler        | Team             | Treffer |
| --- | -------------- | ---------------- | ------- |
| 1.  | Ana Starck     | Rumänien         | 14      |
| 1.  | Marie Mateju   | Tschechoslowakei | 14      |
| 3.  | Karolyne Hajek | Ungarn           | 13      |